# Svartstreckad sparv
Svartstreckad sparv (Arremonops conirostris) är en fågel i familjen amerikanska sparvar inom ordningen tättingar.

## Utseende och läte
Svartstreckad sparv är en knubbig sparv med grå kropp, grön rygg och svarta längsgående strimmor på huvudet. Könen är lika. Lätena är ljudliga och behagliga, sången accelererande.

## Utbredning och systematik
Svartstreckad sparv delas in i fem underarter med följande utbredning:
- Arremonops conirostris richmondi – tropiska östra Honduras till Nicaragua, Costa Rica och västra Panama
- Arremonops conirostris striaticeps – centrala och östra Panama till Stillahavssluttningen i Colombia och västra Ecuador
- Arremonops conirostris inexpectatus – Colombia (torra övre Magdalenadalen)
- Arremonops conirostris conirostris– karibiska kusten i Colombia till norra Venezuela och nordligaste Brasilien
- Arremonops conirostris umbrinus – östra Colombia (norra Santander) till västra Venezuela

Vissa urskiljer även underarten viridicatus med utbredning på ön Coiba utanför södra Panama, medan richmondi inkluderas i striaticeps.

### Familjetillhörighet
Tidigare fördes de amerikanska sparvarna till familjen fältsparvar (Emberizidae) som omfattar liknande arter i Eurasien och Afrika. Flera genetiska studier visar dock att de utgör en distinkt grupp som sannolikt står närmare skogssångare (Parulidae), trupialer (Icteridae) och flera artfattiga familjer endemiska för Karibien.

## Levnadssätt
Svartstreckad sparv hittas i snåriga buskage, vanligen i skogsbryn eller ungskog. Den ses enstaka eller i par.

## Status
Arten har ett stort utbredningsområde och beståndet anses stabilt. Internationella naturvårdsunionen IUCN listar den därför som livskraftig (LC). Beståndet uppskattas till i storleksordningen fem till 50 miljoner vuxna individer.